# Percival Lowell
Percival Lowell (Boston, Massachusetts, 13 març 1855 - Flagstaff, Arizona, 12 novembre de 1916) fou un ric estatunidenc aficionat de l'astronomia, convençut que existien canals d'origen artificial a Mart, i fundador de l'Observatori Lowell a Flagstaff.

## Biografia
Percival Lowell provenia d'una família rica de Boston. El seu germà més jove, Abbott Lowell, va arribar a anar la Universitat Harvard i la seva germana, Amy Lowell, va ser una coneguda poeta i crítica literària en l'època. Percival Lowell es va graduar amb distincions en matemàtiques a la Universitat Harvard el 1876. Durant diversos anys, va viatjar per l'Extrem Orient abans d'iniciar la seva carrera com a astrònom a temps complet. El 1894, es va desplaçar a Flagstaff, Arizona, on va construir un observatori que roman actiu en els nostres dies, el Lowell Observatory. Des de 1902 fins a la seva mort, va ser professor no resident de l'Institut tecnològic de Massachusetts (MIT).

## Els canals de Mart

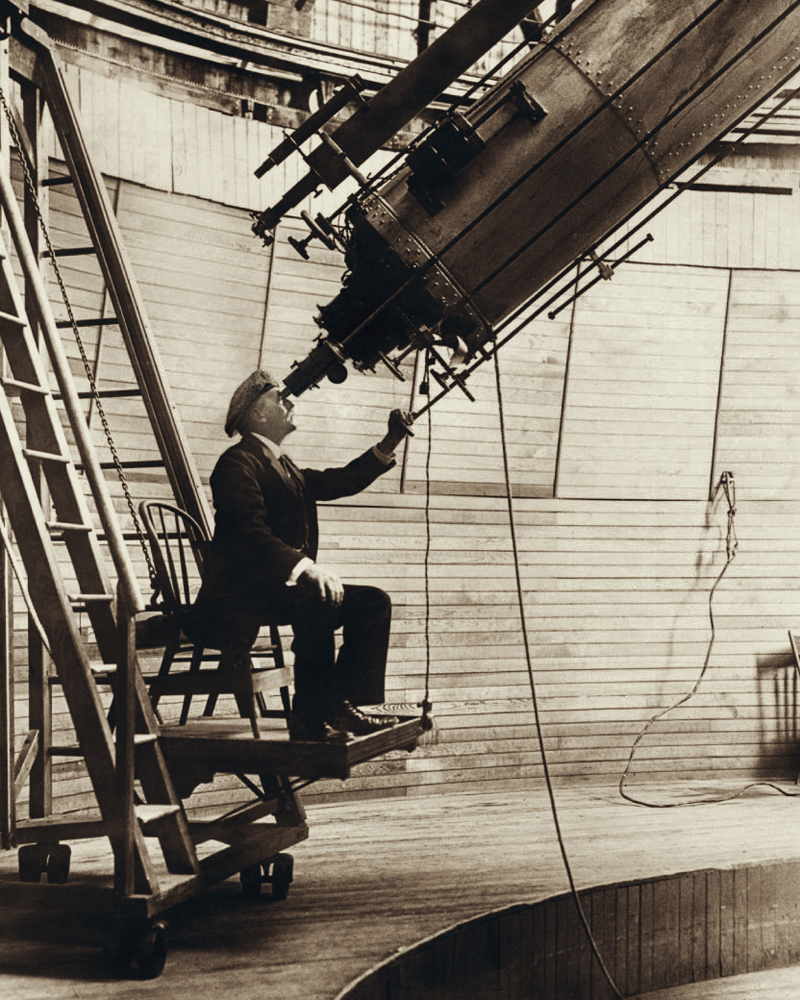
Percival Lowell observant Mart des del Lowell Observatory

Lowell va ser als Estats Units el principal defensor de l'existència de canals a Mart. Hi havia recollit aquesta idea de les observacions i dibuixos de Giovanni Schiaparelli, un astrònom italià de gran prestigi que havia anotat la paraula canali en algunes estructures allargades de la superfície del planeta. Lowell es va interessar en el tema i va passar diversos anys observant la superfície de Mart i realitzant multitud de dibuixos de la seva superfície. Va exposar les seves observacions i teories en tres llibres: Mars (1895), Mars and Its Canals (1906), i Mars As the Abode of Life (1908).
Gran part de la iconografia popular dels marcians com a extraterrestres prototípics prové de les obres de Lowell sobre els canals de Mart i la necessitat d'una civilització avançada capaç d'extreure l'aigua dels seus pols i portar-la a les regions equatorials menys fredes. El 1912, quatre anys després que Lowell publiqués les seves teories sobre la vida a Mart, Edgar Rice Burroughs començaria una sèrie de novel·les de ciència-ficció sobre els habitants de Mart. A mesura que Lowell es va anar quedant només com a defensor de la idea de canals marcians, el seu prestigi científic, ben establert anteriorment, es va anar enfonsant a poc a poc; finalment, fins i tot Lowell va haver de rendir-se a l'evidència.

## A la caça d'un nou planeta
La major contribució de Lowell a les ciències planetàries va arribar en els seus últims 8 anys de vida, en què, desitjós de redimir la seva imatge pública com a astrònom, es va dedicar a la recerca del planeta X, un hipotètic planeta més enllà de l'òrbita de Neptú. La recerca va continuar fins i tot diversos anys després de la seva mort. Finalment, el 1930, el nou planeta va ser descobert per Clyde Tombaugh, un astrònom de l'observatori Lowell. El planeta es va denominar Plutó, un nom que tenia reminiscències mitològiques i les primeres lletres, "PL", representaven Percival Lowell.
Cal destacar que la recerca d'un planeta més enllà de Neptú provenia de les dificultats d'ajustar l'òrbita del planeta, cosa que suggeria atribuir les pertorbacions gravitatòries a un planeta exterior. Tal era el mètode pel qual s'havia descobert Neptú, per les seves pertorbacions sobre l'òrbita d'Urà. No obstant això, Plutó és massa petit per a tenir influència sobre l'òrbita de Neptú. Finalment, el problema amb l'ajust de l'òrbita de Neptú resultà ser que la seva trajectòria no havia estat ben determinada en comptar amb observacions d'una part molt petita del seu període orbital anual de 165 anys.